# Martha O'Driscoll
Martha O'Driscoll (4 de marzo de 1922 - 3 de noviembre de 1998) fue una actriz cinematográfica estadounidense cuya carrera transcurrió principalmente en el cine de serie B entre 1937 y 1947.

## Biografía
Nacida en Tulsa, Oklahoma, a los 25 años de edad se retiró del mundo del espectáculo para casarse en julio de 1947 en Chicago con el empresario Arthur Appleton. Tuvieron cuatro hijos, James y John (nacidos en Dallas), William (Hawái), y Linda Potter (San Diego (California)). 
A pesar de su retiro, en los años ochenta y noventa fue invitada a participar como oradora en numerosas convenciones de nostálgicos del cine.
Ella y Appleton pusieron en marcha la Granja Bridlewood en Ocala, Florida, que se convirtió rápidamente en uno de los primeros centros de cría de purasangres de la nación.
Además de la granja, el matrimonio se dedicó a los viajes y al coleccionismo de arte, construyendo y donando el Museo de Arte Appleton (Ocala) en 1987, con la intención de preservar su colección para el disfrute de futuras generaciones.
Martha O'Driscoll falleció el 3 de noviembre de 1998 en Ocala, Florida. Fue enterrada en el Cementerio Rosehill de Chicago.

## Filmografía parcial
- Carnegie Hall (1947) .... Ruth Haines
- Criminal Court (1946) .... Georgia Gale
- Down Missouri Way (1946) .... Jane Colwell
- Blonde Alibi (1946) .... Marian Gale
- La mansión de Drácula (1945) .... Miliza Morrelle
- The Daltons Ride Again (1945) .... Mary Bohannon
- Shady Lady (1945) .... Gloria Wendell
- Her Lucky Night (1945) .... Connie
- Here Come the Co-eds (1945) .... Molly McCarthy
- Under Western Skies (1945) .... Katie Wells
- Hi, Beautiful (1944) .... Patty Callahan
- Allergic to Love (1944) .... Pat
- Ghost Catchers (1944) .... Susanna Marshall
- Prices Unlimited (1944)
- Weekend Pass (1944) .... Barbara 'Babs' Bradley, también Barbara Lake
- Crazy House (1943) .... Marjorie Nelson, alias Marjorie Wyndingham
- The Fallen Sparrow (1943) .... Whitney 'The Imp' Parker
- We've Never Been Licked (1943) .... Deede Dunham
- Paramount Victory Short No. T2-4: The Aldrich Family Gets in the Scrap (1943)
- Young and Willing (1943) .... Dottie Coburn
- My Heart Belongs to Daddy (1942) .... Joyce Whitman
- Youth on Parade (1942) .... Sally Carlyle
- Reap the Wild Wind (1942) .... Ivy Devereaux
- The Remarkable Andrew (1942) .... secretaria de Beamish
- Pacific Blackout (1941) .... Mary Jones
- Henry Aldrich for President (1941) .... Mary Aldrich
- Her First Beau (1941) .... Julie Harris
- Las tres noches de Eva (1941) .... Martha
- Li'l Abner (1940) .... Daisy Mae Scraggs
- Wagon Train (1940) .... Helen Lee
- Forty Little Mothers (1940) .... Janette
- Laddie (1940) .... Sally Pryor
- Judge Hardy and Son (1939) .... Leonora V. 'Elvie' Horton
- The Secret of Dr. Kildare (1939) .... Mrs. Roberts
- Girls' School (1938) .... Grace
- Mad About Music (1938) (sin créditos) .... Chica guapa
- She's Dangerous (1937) (sin créditos) .... Chica rubia